# دلگادو ۲۳۲۲۱
سیارک ۲۳۲۲۱ (به انگلیسی: 23221 Delgado، نامگذاری:2000VX35) بیست و سه هزار و دویست و بیست و یکمین سیارک کشف شده‌است که در ۱ نوامبر ۲۰۰۰ کشف شد.
قدر مطلق سیارک برابر ۱۶.۲ است.